# توميسلاف بيبليكا
توميسلاف بيبليكا (5 أبريل 1969 في البوسنة والهرسك - ) هو مدرب كرة قدم ولاعب كرة قدم بوسني في مركز حراسة المرمى. شارك مع منتخب يوغوسلافيا تحت 20 سنة لكرة القدم ومنتخب البوسنة والهرسك لكرة القدم. أما مع النوادي، فقد لعب مع إنيرجي كوتبوس ونادي زغرب ونادي سيغيستا وNK Samobor ‏ وNK Istra ‏ وNK Iskra Bugojno ‏ وFC Eilenburg ‏ ونادي إسترا 1961.

## وصلات خارجية
- توميسلاف بيبليكا على موقع قاعدة بيانات كرة القدم.إي يو (الإنجليزية)
- توميسلاف بيبليكا على موقع بيانات كرة القدم. دي إي (الألمانية)
- توميسلاف بيبليكا على موقع ناشيونال فوتبول تيمز (الإنجليزية)
- توميسلاف بيبليكا على موقع Soccerway.com (الإنجليزية)
- توميسلاف بيبليكا على موقع عالم كرة القدم.نت (الإنجليزية)